# كأس ألمانيا 1956–57
كأس ألمانيا 1956–57 (بالألمانية: DFB-Pokal 1956/57)‏ هو الموسم 14 من كأس ألمانيا. أشرف على تنظيمه اتحاد ألمانيا لكرة القدم، وكان عدد الأندية المشاركة فيه 5، وفاز فيه بايرن ميونخ.